# Alessandro Famularo
Alessandro Famularo (Maturín, 11 de fevereiro de 2003) é um automobilista venezuelano que já competiu no Campeonato de Fórmula 3 da FIA, no Campeonato de Fórmula Regional Europeia e na ADAC Fórmula 4.
Ele é treinado pelo ex-piloto colombiano de Fórmula 1 e NASCAR, Juan Pablo Montoya.

## Carreira

### Fórmula Regional
Em 18 de fevereiro de 2020, foi anunciado que Famularo iria competir no Campeonato de Fórmula Regional Europeia com a equipe Van Amersfoort Racing. Tendo perdido as duas primeiras rodadas em razão de problemas pessoais, ele fez sua estreia na categoria no Red Bull Ring em setembro. Ele deixou o campeonato após três rodadas, nas quais somou 73 pontos e um quarto lugar como melhor resultado.
Famularo retornou brevemente à categoria em 2021, ao se fundir com a Eurocopa de Fórmula Renault para formar o Campeonato de Fórmula Regional Europeia pela Alpine. Ele participou de três rodadas pela equipe G4 Racing, porém não pontuou.

### Fórmula 3
Em outubro de 2020, Famularo participou dos testes de pós-temporada do Campeonato de Fórmula 3 da FIA realizados em Barcelona e Jerez, pilotando pela equipe Campos Racing.
Famularo fez sua estreia na categoria com a equipe Charouz Racing System durante a rodada final da temporada de 2022, realizada em Monza, substituindo David Schumacher, já que o alemão era obrigado a comparecer a seus compromissos na DTM. Em sua estreia na Fórmula 3, onde ele competiu sob uma licença italiana, terminou as duas corridas em 23º. Famularo terminou a classificação em penúltimo lugar em 39º.
Famularo permaneceu com a Charouz para o teste de pós-temporada daquele ano em Jerez, pilotando pela equipe nos três dias.